# Антон Томаж Линхарт
Антон Томаж Линхарт (11. децембар 1756 – 14/15 јули 1795.) био је крањски драмски писац и историчар, најпознатији као аутор прве комедије и позоришне представе уопште на словеначком језику, Жупанова Мицка (Мицка, градоначелникова ћерка). Сматра се и оцем словеначке историографије, јер је био први историчар који је написао историју свих Словенаца као јединке, одбацујући претходни концепт који се фокусирао на појединачне историјске покрајине. Био је први који је Словенце дефинисао као засебну етничку групу и поставио темеље словеначкој етнографији.

## Биографија
Линхарт је рођен у граду Радовљици, Горња Крањска, у време када је била део Хабсбуршке монархије. Његов отац је био чешки произвођач чарапа који се преселио у Крањску из Чешке. Његова маћеха била је крањска (словеначка) племкиња из породице Капус вон Пихелштајн, успешне породице која је вековима живела у Камној Горици у Горњој Крањској, где је породица имала ливницу и рудник гвожђа још од средњег века, можда још од 12. века. Маркус Антонијус Капус фон Пихелштајн (1657–1717), радио је као језуитски мисионар у Сонори (тј. пограничној области између данашњих Сједињених Држава и Мексика). Одатле је писао писма својим пријатељима у Бечу и родбини из Крањске. У тим писмима описао је открића истраживачких експедиција у Аризони и Калифорнији и описао услове живота, климу итд. Каролус Јосефус Капус фон Пихелштајн, нећак Марка Антонијуса, био је члан Академије Оперосорум, која је основана у Љубљани 1693. године по примеру сличних академија у Италији. Владимир Капус фон Пихелштајн (1885–1943), словеначки писац и издавач, такође је из породице Капус.
Линхарт је основну школу похађао у свом родном граду, а затим је отишао у Љубљану. У Бечу је студирао трговину и финансије. Пре него што је завршио студије, кратко време провео је и у манастиру Стична у Доњој Крањској. Након повратка у Љубљану, запослио се као архивар љубљанског епископа. Касније је радио као главни ревизор, директор школе, и на крају као секретар у Хабсбуршкој управи Крањске области.
1786. године постављен је за школског директора у округу Љубљана. Током три године од именовања повећао је број основних школа у руралним областима округа са 9 на 18. Он је такође био веома активан на успостављању централне јавне студијске библиотеке у Љубљани и на његову иницијативу основан је Лицеј библиотеке у Љубљани, претходница садашње Народне и универзитетске библиотеке Словеније.
Од раних 1780-их година Линхарт је почео да посећује круг словеначких просветитеља које је сретао у Зоисовој вили у Љубљани. Тамо је упознао неколико интелектуалаца, међу којима су Сигмунд Зоис, Валентин Водник, Јернеј Копитар, Јуриј Јапељ и други, у чијем је друштву развио интересовање за словеначки језик, културу и историју. Написао је две представе на словеначком језику, а затим започео пројекат писања прве свеобухватне историје Словеначких земаља, али је није завршио. У Љубљани је неочекивано умро у ноћи између 14. и 15. јула 1795, око поноћи, од анеуризме аорте. Линхарту је подигнут споменик у меморијалном парку Навје у Љубљани, поред других важних личности словеначке историје, али није сигурно да је тамо заиста и сахрањен.

## Рад
Његово прво књижевно дело, написано док је још студирао, била је књига песама под називом Blumen aus Krain (Цвеће из Крањске), написана на немачком. Његова прва трагедија, такође на немачком језику, објављена је 1780. године. Под утицајем словеначких просветитеља, посебно Марка Похлина и Сигмунда Зоиса, почео је да пише на словеначком језику. Превео је и адаптирао комедију Die Feldmühle немачког драмског писца Јозефа Рихтера. Наслов му је била Жупанова Мицка (Мицка, градоначелникова кћерка). Сматра се првом комедијом и позоришном представом на словеначком језику и премијерно је изведена 28. децембра 1789. Такође је адаптирао Бомаршјеову (Beaumarchais) комедију Фигаров брак (Marriage of Figaro) у нову представу Тај весели дан или Матичек се жени.
Као историчар, написао је двотомно дело на немачком Versuch einer Geschichte von Krain und der übrigen südlichen Slaven Oesterreichs (Есеј о историји Крањске и других аустријских Јужних Словена). Први том је објављен 1788. године и описује пра-славенско доба. Други, насловљен Versuch einer Geschichte von Krain und den übrigen Ländern der südlichen Slaven Oesterreichs (Есеј о историји Крањске и других крајева аустријских Јужних Словена) објављен је 1791. године. Бави се добом миграција, славенским насељавањем у Источним Алпима и каснијим политичким развојем словеначког народа, почев од Само царства и Карантаније.
Линхартово историјско дело, под јаким утицајем идеја немачког филозофа Јохана Готфрида Хердера, имало је важан утицај на развој словеначке националне свести почетком 19. века. У овом је раду први описао Словенце као засебну грану словенских народа са заједничком историјом. Тиме је успоставио и језичко јединство словеначке етничке територије и поставио темеље словеначкој етнографији.

## Ставови
Линхарт је био присталица просветитељског погледа на свет. Био је деист и био је критичан према привилегијама племства и Цркве. У почетку је имао повољно мишљење о реформама цара Јозефа II, али био је критичан према његовој централистичкој политици као и према његовом занемаривању различитих регионалних језика у Хабсбуршком царству.
Линхарт је био један од првих присталица аустрославизма, политичког програма чији је циљ постизање културне и политичке еманципације словенских народа у Аустријском царству.